# Mequitar
Mequitar (Sivas, antiga Sebaste, Petita Armènia, 7 de febrer de 1676 - Venècia, Itàlia, 27 d'abril de 1749), nascut com a Petros Manuk o Manouk Petrosian, també esmentat com Mkhitar o Mekhitar (de l'armeni Մխիթար Սեբաստացի, "Mekhitar de Sebaste") fou un monjo de l'Església Catòlica Armènia, teòleg i erudit, que fundà l'Orde Mequitarista, orde monàstic inspirat per l'orde benedictí.

## Biografia
Petros Manuk (Pere de Manuk) nasqué a Sivas (antiga Sebaste, Petita Armènia, llavors part de l'Imperi Otomà) en 1676. De confessió ortodoxa, als quinze anys ingressà al monestir de Surp Nshan (la Santa Creu), de monjos armenis de Sant Antoni Abat, i hi prengué el nom de Mequitar ("el Consolador"). La vida monàstica armènia es basava, llavors, en el respecte al passat i la inhibició envers la situació política i religiosa; Mequitar vol anar més enllà i fa estades a Erzerum i Echmiadzin.
En 1691 coneix el cristianisme occidental a través d'un jesuïta, potser Jacques Villote, que, predicant el catolicisme, impressiona el jove Mequitar. A més, Mequitar trobava que la separació de les esglésies catòlica romana i armènia (formalment monofisita, però més per raons històriques que no pas teològiques) era perjudicial i va intentar tota la seva vida la reunificació de les dues confessions.
En 1696 marxa a Roma per aprofundir els seus estudis, però una malaltia el fa tornar a Armènia; el mateix any és ordenat sacerdot i treballa quatre anys com a rector en l'església local. El 1700 va a Constantinoble i amb una desena de deixeble comença la vida en comunitat; inspirat per la idea de fundar un orde religiós de predicadors per catequitzar i educar la població armènia, mitjançant la predicació i les publicacions, dona origen al que seria conegut com a Orde Mequitarista. Formalment, l'orde es constitueix el 8 de setembre de 1701, quan el consagra a Déu amb la protecció de la Mare de Déu.
En 1703, durant una persecució als cristians, es refugià amb la seva comunitat a Morea (Modone, Peloponès), llavors possessió de la República de Venècia. En 1705, la comunitat presenta al papa Climent XI la petició d'aprovació de l'orde per l'Església Catòlica Romana, que serà acceptada ad experimentum en 1711 amb el nom de Congregació Reformada dels Monjos Armenis de Sant Antoni. La Santa Seu volia, però, que la congregació s'adherís a una regla o família monàstica ja existent: o les que seguissin la Regla de Sant Basili o les de la família benedictina, i Mequitar trià posar-se sota la Regla de Sant Benet, més afí a la seva idea de monaquisme.
A Morea, Mequitar entrà en contacte amb personalitats venecianes com Alvise Sebastiano Mocenigo, almirall i futur dux de Venècia, i Angelo Emo, el governador. El primer el convidarà, en 1715, a traslladar l'orde a Venècia; s'hi instal·len, a l'església de San Martino, i en 1717 marxen a l'illa de San Lazzaro, que rebrà el nom de San Lazzaro degli Armeni. Mequitar hi edificà un monestir i des d'ell, l'orde formà i envià sacerdots per servir les comunitats armènies del Pròxim Orient.
Mequitar morí al monestir el 27 d'abril de 1749 i hi fou sebollit.